# 四氯化镎
四氯化镎或氯化镎(IV)，是一种无机化合物，易潮解，化学式NpCl4，有强放射性。

## 制备
四氯化镎可由二氧化镎或草酸镎(IV)在含有四氯化碳蒸汽的氯气流中加热至450℃(或500℃在四氯化碳中加热)反应得到。
{\displaystyle {\mathsf {NpO_{2}\ +\ CCl_{4}\ \longrightarrow \ NpCl_{4}\ +\ CO_{2}}}}